# Atrina seminuda
Atrina seminuda är en musselart som först beskrevs av Jean-Baptiste Lamarck 1819.  Atrina seminuda ingår i släktet Atrina och familjen Pinnidae. Inga underarter finns listade i Catalogue of Life.

## Bildgalleri

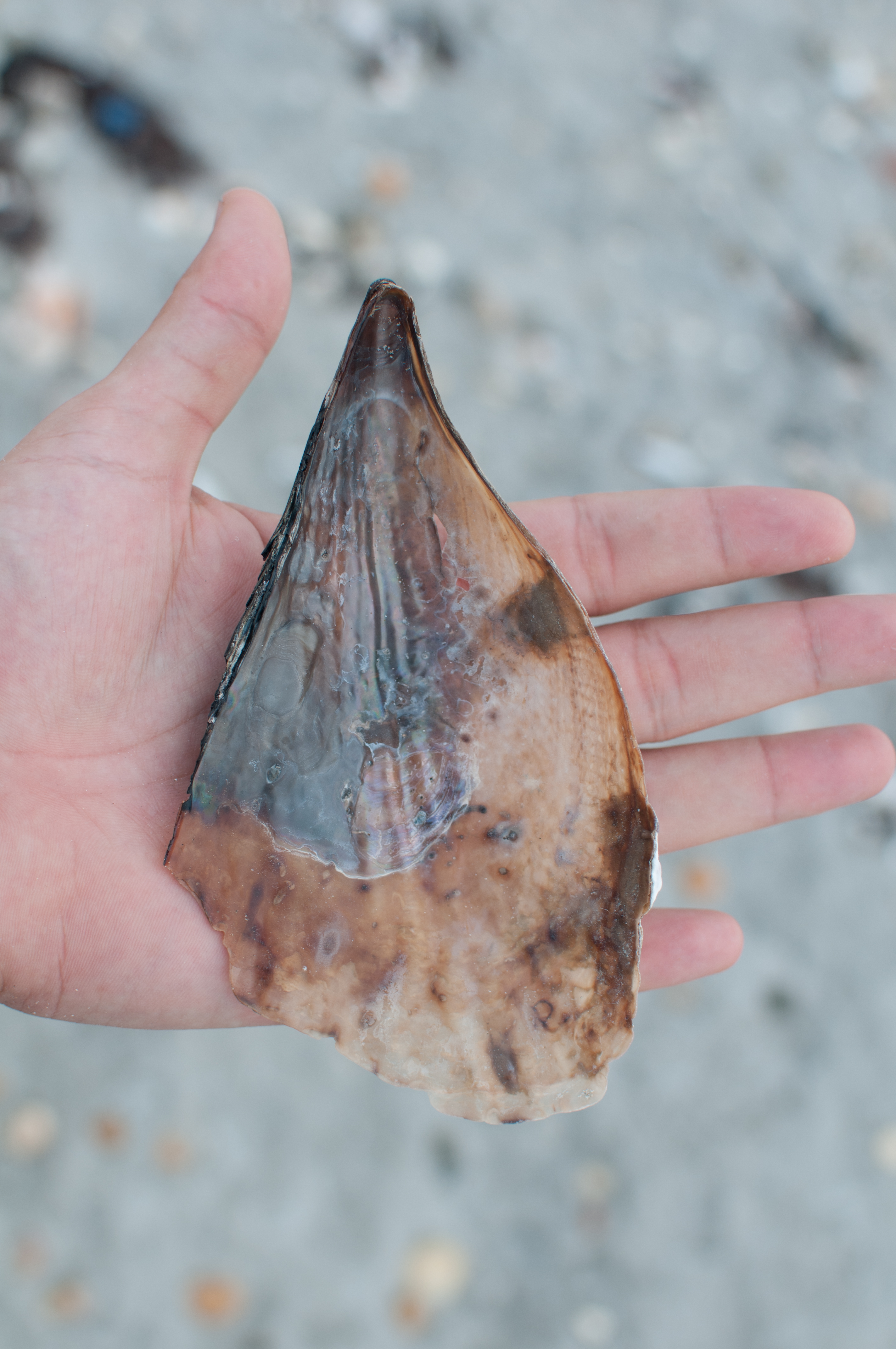
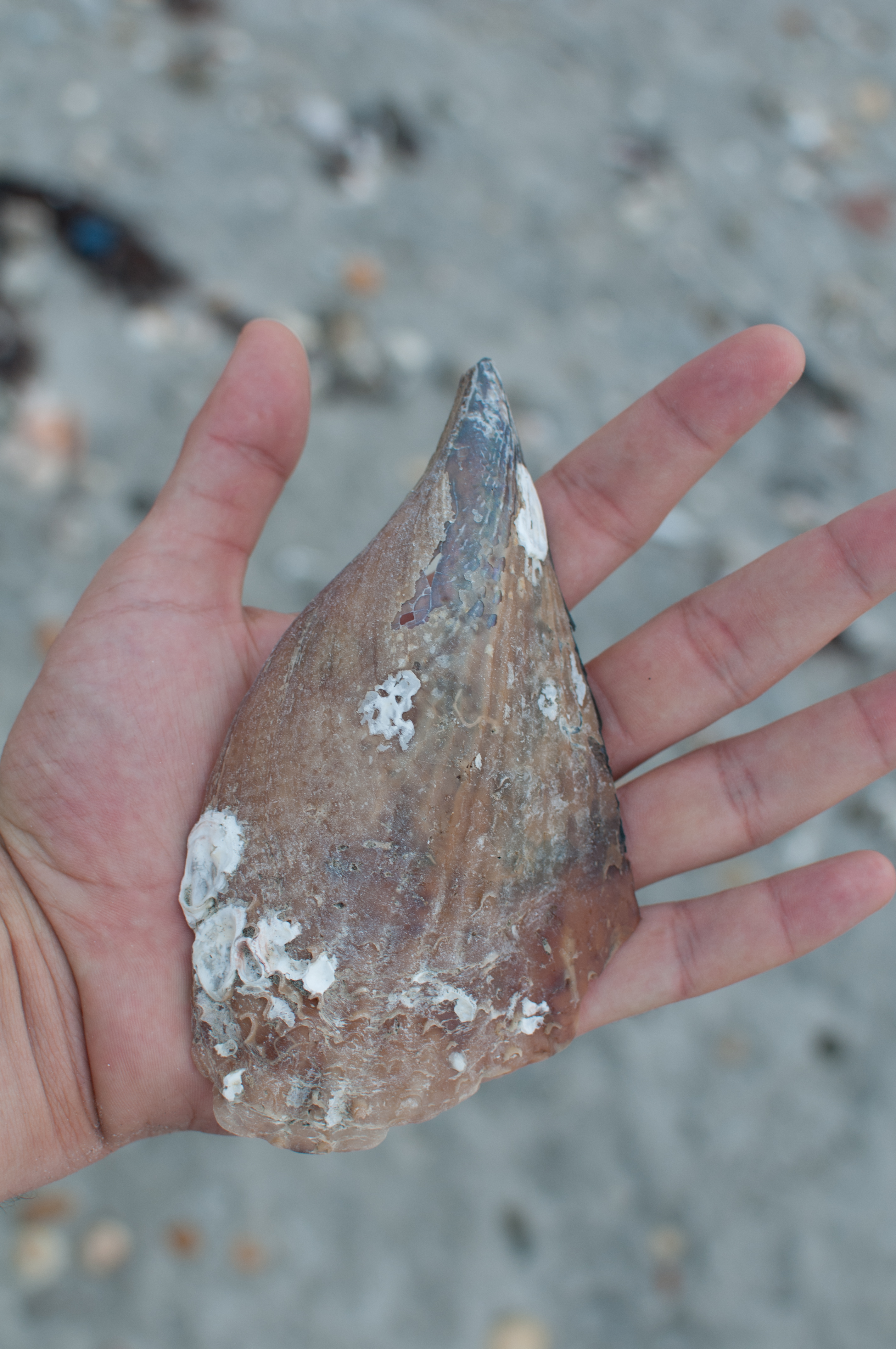